# تومیچی مورایاما
تومیچی مورایاما (انگلیسی: Tomiichi Murayama؛ زاده ۳ مارس ۱۹۲۴) یک سیاست‌مدار اهل ژاپن است. وی از سال ۱۹۹۴ تا ۱۹۹۶ نخست‌وزیر ژاپن بود. تومیچی مورایاما در ۳ مارس ۲۰۲۴، ۱۰۰ ساله شد. او در حال حاضر (۲۰۲۵)، در سن ۱۰۱ سالگی دومین رهبر پیر در جهان و پیرترین نخست‌وزیر پیشین ژاپن است که در قید حیات می‌باشد.